# Сафаровское муниципальное образование
Сафаровское муниципальное образование — сельское поселение в Дергачёвском районе Саратовской области Российской Федерации.
Административный центр — село Сафаровка.

## История
Статус и границы сельского поселения установлены Законом Саратовской области от 27 декабря 2004 года № 87-ЗСО «О муниципальных образованиях, входящих в состав Дергачёвского муниципального района».

## Население
| 2010 | 2011 | 2012 | 2013 | 2014 | 2015 | 2016 |
| ---- | ---- | ---- | ---- | ---- | ---- | ---- |
| 727  | ↘725 | ↘696 | ↘689 | ↘663 | ↘654 | ↘641 |
| 2017 | 2018 | 2019 | 2020 | 2021 |      |      |
| ↘616 | ↘608 | ↘589 | ↘575 | ↘573 |      |      |

## Состав сельского поселения
| № | Населённый пункт | Тип населённого пункта       | Население |
| - | ---------------- | ---------------------------- | --------- |
| 1 | Сафаровка        | село, административный центр | ↘573      |